# 奥貫薫
奥貫 薫（おくぬき かおる、1970年11月22日 - ）は、日本の女優、ナレーター。東京都出身。クォータートーン所属。身長157cm、血液型はA型。J-WAVE放送番組審議会委員。

## 来歴
私立三輪田学園中学校、東京都立板橋高等学校、共立女子短期大学卒業。父は滋賀県立大学名誉教授の奥貫隆。
奥田かおる名義で、1986年の『ヤングジャンプグランプリ』を受賞している。
1987年の「アミューズ10ムービーズオーディション」に福山雅治、東根作寿英らとともに合格し、芸能界入り。1988年に9人組の女性アイドルグループ「エンジェルス」の一員、奥ちんとしてデビューし、1989年KDD（現KDDI）のCMで注目される。その後は芸能活動を控える時期があったが、『はなきんデータランド』の1コーナーを担当し、1996年のクロレッツのCMで再び注目を集める。
1997年には映画『ラヂオの時間』に出演して演技力でも知られるようになる。
『月刊奥貫薫』を35歳にて発表。
過去には、アミューズ→オズエンタテインメント→テンカラット→ユマニテに所属していた。
私生活では、映画『実録・連合赤軍 あさま山荘への道程』で共演した小木戸利光と2009年3月に結婚。2011年2月に妊娠7か月であることを発表、5月29日午前2時39分に都内の病院で男児を出産。
2020年11月「この春に、夫婦としての関係にピリオドをうちました」と自身のInstagramで報告した。親権についての詳細はないが「奥貫が息子を育てている」という記事もあることから奥貫が引き取ったと思われる。

## 人物
- サッカーにも造詣が深く、清水東三羽烏が活躍した高校サッカーや日本サッカーリーグを観戦し、Jリーグ発足後はサンフレッチェ広島を応援[7]。好きなサッカー選手は元アルゼンチン代表MFのフェルナンド・レドンド。

- 2006年から2007年にかけて関東で放送された都市再生機構（UR）のCMに出演したが、父の奥貫隆は、滋賀県立大学に勤める前はURの前身である住宅・都市整備公団の職員だった。奥貫薫が中学生くらいの頃、団地の新しい住宅が募集のために公開されると、親子で訪れることがあった。

- 大学生の頃からのスピッツのファンである[8][9]。

- 特技はピアノ。趣味は占い。好きなスポーツはテニス・スキー。好きな身体の部分はエクボ[10]。

## 出演

### テレビドラマ

#### NHK（特記以外はNHK総合)
- 名古屋仏壇物語（2002年） - 河合智子 役
- 茂七の事件簿3 ふしぎ草紙（2003年） - お鈴 役
- ちゅらさん3（2004年） - 辻内美帆子 役
- 連続テレビ小説
  - 天花（2004年） - 藤堂怜子 役
  - ごちそうさん（2013年） - 宮本先生 役
  - とと姉ちゃん（2016年） - 花山三枝子 役[11]
- 御宿かわせみ（2005年） - おまさ 役
- きみの知らないところで世界は動く（2005年） - 杉浦カヲル（現在） 役
- マチベン（2006年） - 鈴木睦美 役
- 風の果て（2007年） - 杉山千加 役
- 中学生日記（2007年 - 2008年） - 近藤薫 役
- NHK番組たまご 感動!暮らしを豊かにするドラマ もしも明日…「もしも明日、親の介護が必要になったら」（2009年）
- 外事警察（2009年） - 住本絵美 役
- 大河ドラマ 龍馬伝（2010年） - 武市冨 役
- 蝶々さん（2011年） - 伊東やえ 役
- 時々迷々（2011年） - 小春の母 役
- 永遠の泉（2012年） - 倉本芳子 役
- 神様の赤ん坊（2012年） - 岩館瑞恵 役
- 僕が父親になるまで（2013年） - 岩館瑞恵 役
- 黒い十人の黒木瞳III「黒い喪主」（2013年、BSプレミアム）
- あなたに似た誰か（2013年） - 山折真琴 役
- 大島渚の帰る家〜妻・小山明子との53年〜（2013年） - 小山明子 役
- ぼんくら（2014年 - 2015年） - 井筒志乃 役[12]
- 昔話法廷（2016年） - 検察官（高嶺つかさ）[13]
- ブランケット・キャッツ（2017年） - 樋口春恵 役
- 螢草 菜々の剣（2019年、BSプレミアム） - 五月 役
- 一億円のさようなら 第4話・第5話（2020年10月18日・25日、BSプレミアム・BS4K） - 藤木波江 役
- 正直不動産（2022年） - 月下美咲 役

#### 日本テレビ
- 長七郎江戸日記 第3シリーズ 第38話「別れ橋」（1991年） - 雪於 役
- 恋のバカンス（1997年） - 末次智子 役
- D×D（1997年） - 松木りか 役
- 夜逃げ屋本舗（1999年） - 友田麻子（倉橋エリカ） 役
- みのもんたの人生相談デカ 〜おもいッきりテレビ殺人事件〜（2002年） - 坂内真理子 役
- 最後の弁護人（2003年） - 佐倉冬美 役
- ぼくの魔法使い（2003年） - 越阪部錐子 役
- 女王の教室（2005年） - 進藤麗子 役
- 探偵学園Q（2007年） - ミス・ユリエ 役
- 銭ゲバ（2009年） - 蒲郡桃子 役/寛子（ホームレス） 役
- 泣くな、はらちゃん（2013年） - ユキ姉 役
- ○○妻（2015年） - 久保田実結 役
- 結婚に一番近くて遠い女（2015年） - 別府さくら 役
- トドメの接吻（2018年） - 堂島光代 役
- リバーサルオーケストラ（2023年） - 谷岡祥子 役
- 新空港占拠（2024年） - 山猫（二代目） / 武蔵二葉 役[14][15][16]

#### TBS
- 月曜ミステリー劇場
  - 「弁護士迫まり子の遺言作成ファイル4」（2002年） - 沢田みゆき 役
  - 「ざこ検事 潮貞志の事件簿2」（2004年） - 片岡早苗 役
  - 「税務調査官・窓際太郎の事件簿13」（2005年） - 栗原史絵 役
- きのうの敵は今日も敵（1995年）
- ママチャリ刑事（1999年） - 渡辺国子 役
- 催眠（2000年） - 竹下香織 役
- 幼稚園ゲーム（2001年） - 村上華 役
- 渡る世間は鬼ばかり（2002 - 2007年） - 山下光子 役
- 怪談新耳袋 第三十五話「ニシオカケンゴ」（2003年） - 深山彩子 役
- 銀座まんまんなか!（2003年） - 高村うさぎ 役
- あなたの人生お運びします!（2003年） - 美和子 役
- 恋する日曜日「渋谷で5時」（2003年） - 柳瀬かおる 役
- 恋する日曜日 セカンドシリーズ「テーブルの片すみで」（2005年） - 門倉菜々子 役
- 文學の唄 恋する日曜日「新居」（2005年） - 重之井紅子 役
- 白夜行（2006年） - 西口奈美江 役
- クロサギ（2006年） - 早瀬真紀子 役
- 猟奇的な彼女（2008年） - 西野恵 役
- 魔王（2008年） - 新谷多恵 役
- 内藤大助物語 〜いじめられっ子のチャンピオンベルト〜（2008年） - 中野幸恵 役
- 恋空（2008年） - 桜井明美 役
- RESCUE〜特別高度救助隊（2009年） - 宮崎優子 役
- ハンチョウ〜神南署安積班〜（2009年） - 小島杏子 役
- 官僚たちの夏（2009年） - 牧百合子 役
- SPEC〜警視庁公安部公安第五課 未詳事件特別対策係事件簿〜（2010年） - 古戸久子 役
- ステップファザー・ステップ（2012年） - 佐々木瞳 役
- ATARU（2012年） - 蛯名真理子 役
- ビギナーズ!（2012年） - 関根志保 役
- リセット〜本当のしあわせの見つけ方〜（2012年、MBS製作） - 三好由紀恵 役
- 宮部みゆきミステリー パーフェクト・ブルー（2012年） - 宗田八重子 役
- とんび（2013年） - 見合い相手 役
- 刑事のまなざし（2013年） - 大野麻里子 役
- MOZU Season1〜百舌の叫ぶ夜〜（2014年） - 来栖利理 役
- 戦後70年 千の証言スペシャル「私の街も戦場だった」ドキュメンタリードラマ（2015年3月9日）[17]
- コウノドリ（2015年） - 森口亮子 役
- 義母と娘のブルース（2018年・2020年・2024年） - 矢野晴美 役[18]
- キワドい2人-K2-池袋署刑事課 神崎・黒木（2020年） - 橘美咲 役
- ユニコーンに乗って（2022年） - 成川美佳子 役[19]
- 西園寺さんは家事をしない（2024年）- 波多野里美 役　[20]
- DOPE 麻薬取締部特捜課 第7話 - （2025年8月15日 - ） - 千葉 役[21]

#### フジテレビ
- 金曜エンタテイメント
  - 「えなりかずきの少年探偵・事件でござる3」（2003年） - 長浜洋奈 役
  - 「浅見光彦シリーズ19」（2004年） - 湯本聡子 役
- 金曜プレステージ
  - 「目線」（2010年） - 桐生苑子 役
- 世にも奇妙な物語
  - 「逆男」（1999年） - 札辻メグミ 役
  - 「奇跡の女」（2000年） - 楠田真由美 役
- 愛の天使（1994年） - 安東由香 役
- ドンウォリー!（1998年） - 北川美佳 役
- ニュースの女（1998年） - 杉村亮子
- 板橋マダムス（1998年） - 国立真紀 役
- 彼女たちの時代（1999年） - 佐伯直美 役
- 女子アナ。（2001年） - 永沢瞳 役
- ウエディングプランナー SWEETデリバリー（2002年） - 北村由美 役
- ダイヤモンドガール（2003年） - 和泉恵子 役
- 白い巨塔（2004年） - 平泉涼子 役
- ほんとにあった怖い話
  - 「真夜中の奇蹟」（2004年） - 川原忍 役
  - 「かかし」（2009年）
  - 「怒りのルビー」（2011年）
- 愛し君へ（2004年） - 友川四季の母（写真） 役
- ラストクリスマス（2004年） - 飯倉康恵 役
- 剣客商売 SP 「助太刀」（2004年） - お松 役
- 救命病棟24時（2005年） - 関西中央放送記者 役
- 海猿（2005年） - 大野里江子 役
- 笑顔をくれた君へ〜女医と道化師の挑戦〜（2008年） - 木元貴美子 役
- モンスターペアレント（2008年） - 寺本香代 役
- コード・ブルー -ドクターヘリ緊急救命-（2008年） - 北村有里子 役
- チーム・バチスタの栄光（2008年） - 岸川マリ 役
- Real Clothes（2009年） - 宮沢雪乃 役
- 黄昏流星群 〜C-46星雲〜（2011年） - 内藤和子 役
- グッドライフ〜ありがとう、パパ。さよなら〜（2011年） - 藤本美紀 役
- ガリレオ（2013年） - 連崎佐代子 役
- ビター・ブラッド〜最悪で最強の親子刑事〜（2014年） - 今村優子 役
- ON 異常犯罪捜査官・藤堂比奈子（2016年） - 藤堂香織 役
- 大貧乏（2017年） - 高野由鶴 役
- CRISIS 公安機動捜査隊特捜班（2017年） - 有馬咲枝 役
- 赤い霊柩車シリーズ39（2023年） - 原口三奈代 役

#### テレビ朝日
- 土曜ワイド劇場
  - 「リカ (小説)」（2003年） - 本間葉子 役
  - 「女変装捜査官1」（2004年） - 倉沢みどり 役
  - 「棟居刑事シリーズ4」（2009年） - 重光珠代 役
- 恋愛詐欺師（1999年） - 原明日香 役
- 恋愛中毒（2000年） - 八木塔子 役
- 熱血!周作がゆく（2000年） - お八重 役
- 七人のサムライ J家の反乱（2000年）
- ココだけの話（2001年） - 星野まろん（加治木美奈子） 役
- 八丁堀の七人（2005年） - 笹山しの 役
- 相棒 - 内田美咲 役
  - season4 第4話「密やかな連続殺人」（2005年11月2日）
  - season4 第5話「悪魔の囁き」（2005年11月9日）
  - season5 第5話「悪魔への復讐殺人」（2006年11月8日）
- PS -羅生門-（2006年） - 杏奈ママ 役
- 夫婦（2006年） - 旗野波江 役
- 八州廻り桑山十兵衛〜捕物控ぶらり旅（2007年） - 初枝 役
- 告知せず（2008年） - 橘有美子 役
- 名探偵の掟（2009年） - 壁神小枝子 役
- エンゼルバンク-ドラゴン桜外伝-（2010年） - 長野弥生 役
- 臨場 続章（2010年） - 三原あゆみ 役
- 刑事魂（2012年） - 村井景子 役
- お天気お姉さん（2013年） - 来島百合 役
- DOCTORS〜最強の名医〜 スペシャル（2013年） - 雪村絵里子 役
- ドクターX〜外科医・大門未知子〜（2013年） - 村田光代 役
- ヘヤチョウ（2017年） - 釜本幸江 役
- 名探偵・明智小五郎（2019年） - 山下由紀恵 役
- ケイジとケンジ〜所轄と地検の24時〜（2020年・2023年） - 宮沢かほり 役[22]
- 当確師（2020年） - 鏑木瑞穂 役
- 顔に泥を塗る（2024年） - 柚原路子 役[23]
- PJ 〜航空救難団〜（2025年） - 沢井瑞枝 役[24]

#### テレビ東京
- 優しいだけがオトコじゃない（1990年）
- 小さな駅で降りる（2000年） - 野川京子 役
- Wの悲劇（2001年） - 一条春生 役
- それぞれの断崖（2002年） - 高城秀子 役
- 忠臣蔵〜決断の時（2003年） - お信 役
- 徳川風雲録 八代将軍吉宗（2008年） - 咲野 役
- 幻十郎必殺剣（2008年） - 織絵 役/お須磨の方 役
- 戦国疾風伝 二人の軍師 秀吉に天下を獲らせた男たち（2011年） - 櫛橋光 役
- 東京センチメンタル（2016年） - 古沢ひとみ 役
- ヤッさん〜築地発!おいしい事件簿〜（2016年） - 陽子（ミサキの母） 役
- 娘の結婚（2018年） - 國枝佳実 役
- きのう何食べた?（2019年） - 三宅玲子（レイコ） 役
  - きのう何食べた? season2（2023年）[25]
- シェフは名探偵（2021年） - 安倍美花 役

#### WOWOW
- 君の望む死に方（2008年） - 境由美子
- 誘拐（2009年8月2日）
- 蛇のひと（2010年） - 原田の妻 役
- 幻夜（2010 - 2011年） - 加藤千沙子 役
- 再生巨流（2011年） - 吉野時江 役
- 罪人の嘘（2014年） - 楠之瀬朋美 役
- 誤断（2015年） - 安川典子 役
- 正体 第1話・第2話（2022年3月12日・19日） - 稲本美代子 役

### 映画
- バトルヒーター（1989年） - 佐野来美 役
- ラヂオの時間（1997年） - 永井スミ子 役
- リング0 バースデイ（2000年） - 葉月愛子 役
- ゴジラ・モスラ・キングギドラ 大怪獣総攻撃（2001年） - 記念写真のカップル 役[1]
- LOVE SONG（2001年）
- 化粧師 KEWAISHI（2002年） - 小吉の母 役
- 竜二Forever（2002年） - 荻島慶子 役
- 17才（2003年） - 可憐な女教師 役
- ドラゴンヘッド（2003年） - 由里子 役
- ゲロッパ!（2003年） - 羽原（上原）ひとみ 役
- 半落ち（2004年） - 藤林澄子 役
- 恋愛小説（2004年） - 遠山千夏 役
- 下弦の月〜ラスト・クォーター（2004年） - 白石江美子 役
- お父さんのバックドロップ（2004年） - 下田早苗 役
- John and Jane Doe（2004年）
- 北の零年（2005年） - 長谷さと 役
- メールで届いた物語（2005年） - 坂口圭子 役
- カーテンコール（2005年） - 平川良江 役
- ALWAYS 三丁目の夕日（2005年） - 古行和子 役
- ピーナッツ（2006年） - 赤岩アカネ 役
- 県庁の星（2006年） - 佐藤浩美 役
- 放郷物語 THROWS OUT MY HOMETOWN（2006年） - 宮島弥生 役
- 小さき勇者たち〜ガメラ〜（2006年） - 西尾晴美 役
- シュガー&スパイス 風味絶佳（2006年） - 山下夏子 役
- 叫（2007年） - 矢部美由紀 役
- あしたの私のつくり方（2007年） - 花田日南子の母 役
- 彩恋 SAI-REN（2007年） - 広瀬亜子 役
- HERO（2007年） - 芝山良子 役
- 実録・連合赤軍 あさま山荘への道程（2007年） - あさま山荘の管理人夫人 役
- 映画 クロサギ（2008年） - 早瀬真紀子 役
- 奈緒子（2008年） - 壱岐和子 役
- シャカリキ!（2008年） - 野々村美沙子 役
- 旅立ち〜足寄より〜（2008年） - 竹田依子 役
- 余命（2009年） - 保井きり子 役
- 蟹工船（2009年） - 清水の母 役
- 女の子ものがたり（2009年） - 高原光代 役
- 今度は愛妻家（2010年）
- セイジ -陸の魚-（2012年）
- 劇場版 ATARU THE FIRST LOVE & THE LAST KILL（2013年） - 蛯名真理子（写真出演） 役
- 1/11 じゅういちぶんのいち（2014年4月5日） - 四季の母 役
- 小指ラプソディ（2014年） - 加藤ゆり子 役
- 千年の一滴 だし しょうゆ（2015年） - 語り
- 岸辺の旅（2015年） - 星谷薫 役
- アフリカの夜 〜知られざるゾウ家族の物語〜（2015年）（日本語版） - 語り
- 桜ノ雨（2016年） - 遠野みどり 役
- 恋妻家宮本（2017年） - 井上尚美 役
- 志乃ちゃんは自分の名前が言えない（2018年） - 大島由美 役
- 劇場版 「きのう何食べた？」（2021年） -  三宅玲子（レイコ） 役
- 護られなかった者たちへ（2022年） - 笘篠紀子 役
- 鋼の錬金術師 - サラ・ロックベル 役
  - 完結編 復讐者スカー（2022年）[26]
  - 完結編 最後の錬成（2022年）[26]
- コーヒーはホワイトで（2024年） - 松井ミチル 役[27][28]

### 舞台
- 冬の運動会（1993年）
- 三人姉妹（2004年）
- トーチソング・トリロジー（2006年）
- No.9- 不滅の旋律- 〈再演〉（2018年）
  - No.9- 不滅の旋律- 〈再々演〉（2020年12月13日 - 2021年1月7日（※12月31日はABEMA 、イープラスからライブ配信もあわせて行う。）[29][30]
  - No.9- 不滅の旋律- 〈再々々演〉（2024年 - 2025年） - ヨゼフィーネ・フォン・ブルンスヴィク 役[31]
- 裏切りの街（2022年3月12日 - 27日、新国立劇場 中劇場 / 2022年3月31日 - 4月3日、COOL JAPAN PARK OSAKA WWホール 仕切り直し上演） -  橋本智子 役[32]
- 飛び立つ前に（2025年11月23日 - 12月21日〈予定〉、東京芸術劇場 シアターイースト / 12月26日 - 28日〈予定〉、兵庫県立芸術文化センター 阪急中ホール / 2026年1月10日・11日〈予定〉、島根県芸術文化センター グラントワ 大ホール / 1月17日・18日〈予定〉、メディキット県民文化センター 演劇ホール / 1月24日・25日〈予定〉、あきた芸術劇場ミルハス 中ホール / 1月31日・2月1日〈予定〉、オーバード・ホール 中ホール）[33]

### ゲーム
- ロストオデッセイ（2007年） - ミン・ヌマラ

### ラジオ
- GO!GO!サタデー　明石家さんまのおしゃべりツバメ返し（1988年10月 - 1990年9月、TBSラジオ）
- TOKYO・すてき・CRUISE（1991年 - 、文化放送）
- JR EAST MIDNIGHT TRAIN（2009年4月 - 2010年3月、J-WAVE）

ラジオドラマ
- FMシアター （NHK-FM）
  - 夢について（2002年9月14日） - ステラ 役[34]
  - 母の肉（2007年4月21日） - 結子 役[35]
  - お顔（2009年4月18日） - 祥子 役 [36]
  - 望月青果店（2012年3月3日） - 鈴子 役[37]
  - ある一日（2013年4月27日） - 園子 役[38]
  - 母を放つ日（2014年5月17日） - 絹子 役[39]
- 青春アドベンチャー　不思議屋貿易商（2005年2月14日 - 25日、NHK-FM）[40]

### 配信ドラマ
- 恋愛バトルロワイヤル（2024年8月29日〈予定〉 - 、Netflix）[41]

### PV
- 大田クルーと温水洋一

### バラエティ
- SUPER WEEKEND LIVE 土曜深夜族
- ザ・ラスベガス
- 素敵な気分De!
- 東京イエローページ
- はなきんデータランド
- はなまるマーケット
- 世界・ふしぎ発見! - ミステリーハンター
- 笑う犬の発見 Go with flow!
- ウチくる!?
- 東野・岡村の旅猿 プライベートでごめんなさい… - ナレーション
- ふらっとあの街　旅ラン10キロ - ナレーション

### ドキュメンタリー
- 地球イチバン（NHK総合） - ナレーション
- NHKスペシャル ホットスポット 最後の楽園（2011年、NHK総合） - ナレーション
- 宇宙からウェイクアップコール（2011年、NHK BSプレミアム） - ナレーション
- NHKスペシャル 3.11あの日から1年「仮設住宅の冬 いのちと向き合う日々」（2012年、NHK総合） - ナレーション
- テレメンタリー（テレビ朝日）
  - テレメンタリー2012「赤い里の学び舎〜最古の木造校舎 最後の1年」（2012年5月28日）[42] - ナレーション
  - テレメンタリー2025「老いて、輝く 〜99歳の看板俳優〜」（2025年7月5日） - ナレーション[43]
- 「島に生きる〜小呂島たった一人の一年生〜」（2013年5月24日、KBC九州朝日放送） - ナレーション
- 3.11万葉集（2014年3月19日、NHK総合） - 語り
- 墨に導かれ　墨に惑わされ 〜美術家・篠田桃紅　102歳〜（2015年5月30日、NHK Eテレ） - 語り
- スーパーラグジュアリートレイン ニッポン再発見！西日本1500キロの旅 (2017年12月27日、NHK BSプレミアム) - ナレーション
- 私の翼たち（2019年4月7日 - 2020年9月27日、TBS） - 語り
- 新美の巨人たち（2020年1月 -、テレビ東京） - Art Traveler
- アフリカの夜～あるゾウ家族の物語～（2020年5月12日、NHK BSプレミアム） - ナレーション

### CM
- 東日本旅客鉄道（1988年） - ホームで単語帳をめくる受験生「abandon-あきらめる」
- 東日本旅客鉄道（1989年） - 遠くへ旅立つ恋人との別れ際に号泣する女性を演じている
- KDD（VoiceKiss、1989年） - 成田空港から海外へ旅立つ恋人を涙ながらに見送る女性を演じている
- 武田薬品工業（1994年）
- Apple Computer（1995年）
- WOWOW（1998年）
- コカコーラ（キュン、1999年）
- ヤマト運輸（2003年）
- 麒麟麦酒（2004年）
- 日興コーディアルグループ（2004年）
- ケンタッキーフライドチキン（2004年）
- ウィルコム（2005年）
- 三菱自動車工業（パジェロ、2006年）
- 公共広告機構（2006年、ナレーション）
- 都市再生機構（2006年） - 大きな木の下で篇
- 都市再生機構（2007年） - 知らない人が遊んでくれる篇
- 三菱マテリアル（MJC・三菱ジュエリーコレクション、2007年）
- 専修大学（2008年 - ） - 最後に「専修大学」と言う声のみの出演
- スターダストレビュー（ベストアルバム「BLUE STARDUST」、2009年）
- はるやま商事（2013年）
- 大塚製薬 - エクエル（2016年）
- パナソニック - ふだんプレミアム（2016年）[44]
- ベルーナ「さがしものは何ですか？」篇（2021年5月 - ）[45]
- スピッツ 17thアルバム『ひみつスタジオ』TVCM（2023年）[46]
- オープンハウス マイホームマン「反抗」篇

（2025年1月 - ）　

### その他
- SOUTHERN CROSS
- 温水洋一・吉田照美の気弱な男の反抗術
- envy・Recitation（2010年）ポエトリーリーディングで参加

## 書籍

### 写真集
- 『予感―奥貫薫写真集』（サン出版、1989年） ISBN 978-4914967031
- 『月刊奥貫薫』（新潮社、2006年） ISBN 978-4107901569